# Cuervo ingenuo

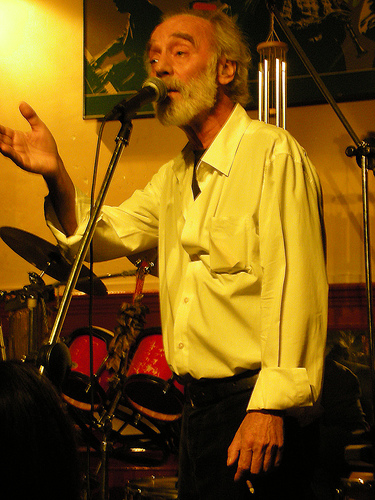
Javier Krahe durante uno de sus conciertos.

«Cuervo ingenuo» es una canción satírica del cantautor Javier Krahe, interpretada por primera vez en el año 1986 para el álbum en vivo Joaquín Sabina y Viceversa en directo, de Joaquín Sabina. Fue posteriormente incluida en el directo de Krahe, Elígeme, en 1988, así como en el recopilatorio Surtido selecto, del año 2000.
La canción es una sátira de la ambigüedad ideológica del PSOE. Hace hincapié especialmente en el giro respecto a la entrada de España en la OTAN. Felipe González se había manifestado en un principio a favor de la salida de dicha organización. Sin embargo, durante el referéndum en el que debía decidirse la cuestión, el PSOE y Felipe González se mantuvieron a favor.
Es considerada como la primera canción censurada en España después de la Transición española.

## Génesis de la canción

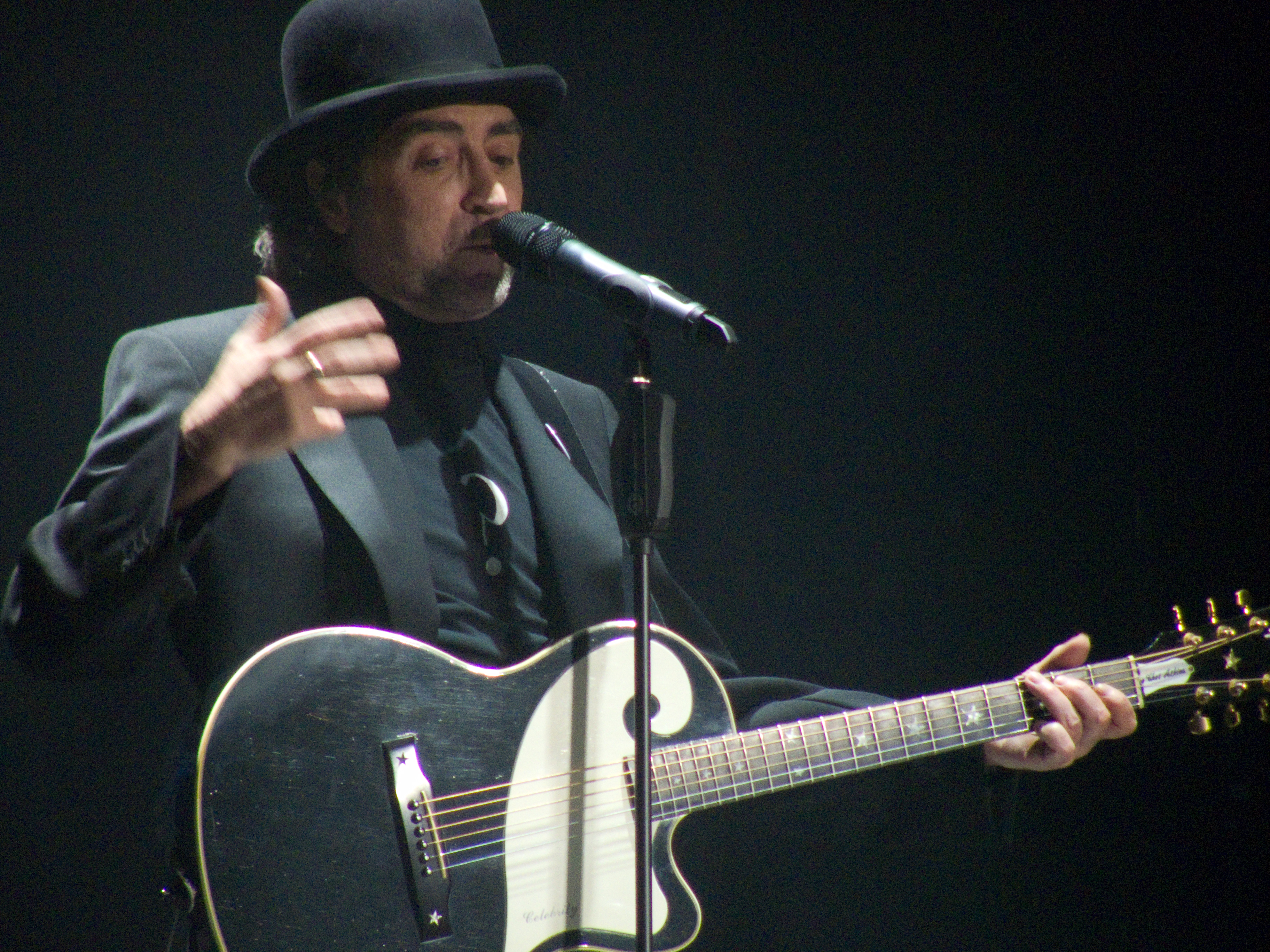
Cuervo ingenuo fue interpretada por Krahe y Sabina durante un concierto de este último. Sin embargo, en el momento de emitir el tema, el canal dio paso a la publicidad.

Después de haberse separado artísticamene, Joaquín Sabina le pidió a Javier Krahe que tocara con él en un concierto en el Teatro Salamanca de Madrid. Tras una negativa inicial, al final Krahe aceptó.
Krahe tomó de sus cuadernos una canción esbozada que en principio iba dirigida  hacia Leopoldo Calvo-Sotelo tras la llamada crisis energética. Algunos de los versos decían: «crisis de energía:/ yo nadar en agua fría,/ tú bañarte en agua caliente». Sin embargo, el estribillo original de la canción aludía a cuervo loco. Krahe decidió cambiar este adjetivo tras ver en un documental sobre los pieles rojas. En dicho reportaje aparecía un amerindio que se hacía llamar «Cuervo loco». Este indio le pareció a Krahe «impresionante», por «su aspecto, [···] su forma de estar», por lo que decidió que no podía utilizar ese nombre. Fue entonces cuando decidió utilizar el término «ingenuo», mucho más de su gusto según sus propias palabras.

## Censura

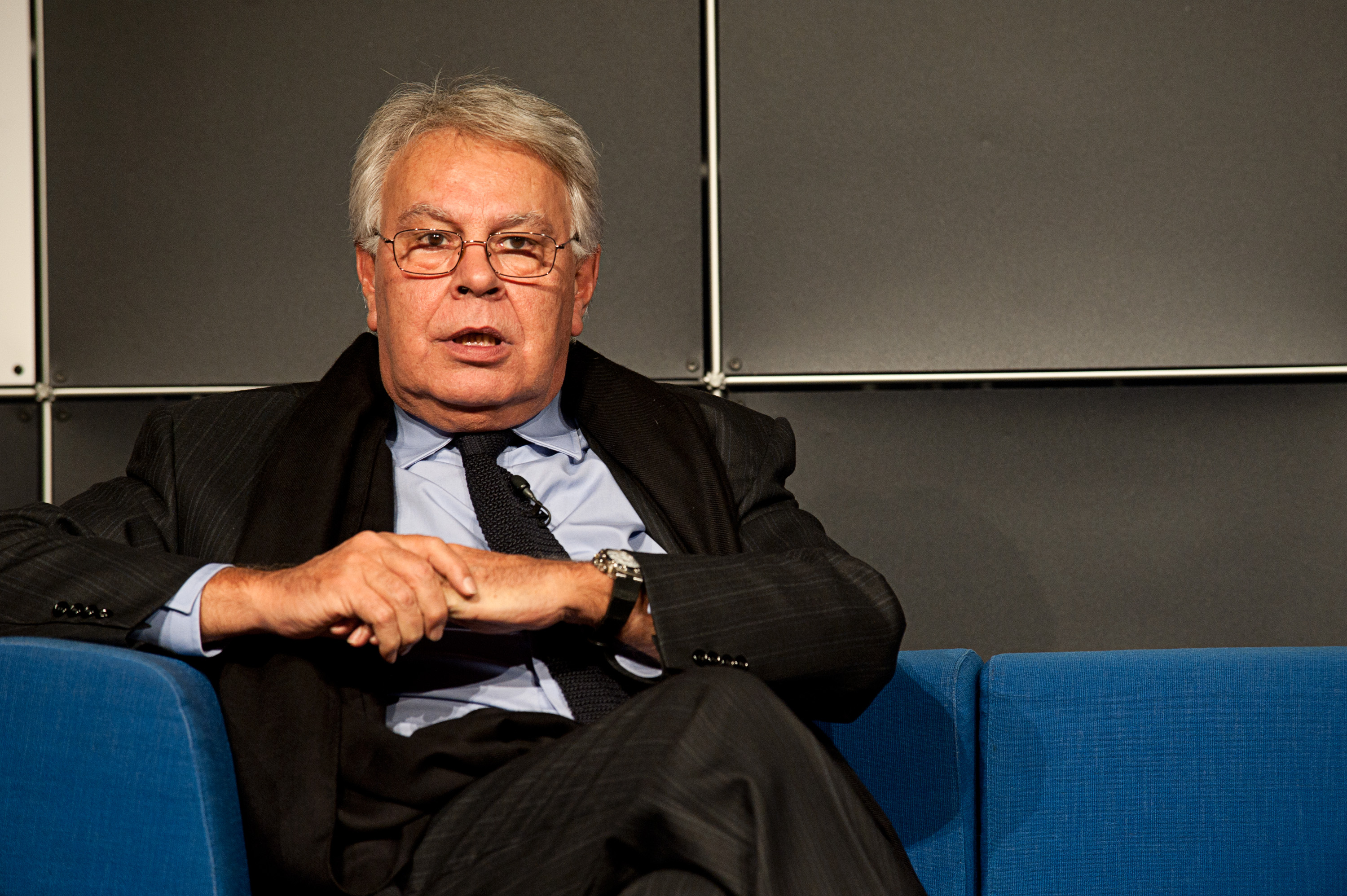
Felipe González, exsecretario general del PSOE y presidente del Gobierno de España entre 1982 y 1996, es el principal aludido en «Cuervo ingenuo». La canción critica su ambigüedad ideológica.

En 1986, la canción iba a ser interpretada en directo en radiotelevisión española durante un recital de Joaquín Sabina. Sin embargo, justo antes de comenzar y durante la misma, dicho canal dio paso a la publicidad, de tal forma que no pudo escucharse. Esto fue considerado como un acto de censura llevado a cabo durante los «meses de gloria» del gobierno de Felipe González. Además, durante el concierto sólo se mantuvo encendida una cámara. Las demás estuvieron apagadas por orden del realizador, José María Quero.
Por parte de radiotelevisión española la censura fue justificada en la inconveniencia que suponía emitir la canción en época de precampaña del referéndum. Habían llegado incluso a presionar al propio Krahe para que cantara incluso dos canciones. Sin embargo, este se negó, «alegando su derecho a expresar su opinión sobre temas de actualidad».
El propio Joaquín Sabina, interviniendo en el programa "Si yo fuera Presidente" de Fernando García Tola hizo un guiño de apoyo a Javier Krahe modificando una de sus estrofas al cantar Telespañolito.
El propio Krahe explicó que después de aquella primera censura, los ayuntamientos del PSOE dejaron de contratarle para los conciertos, llegando incluso a anular contratos que ya estaban firmados.

## Consecuencias
Respecto a la entrada de España en la OTAN, Javier Krahe rememoró una entrevista que hizo años después y en la que decía, a propósito de Cuervo ingenuo:

«A estas alturas yo no sé si tenía o no razón en estar en contra de la entrada de España en la OTAN. Lo que sí sé es que tenía razón en que Felipe González era un embustero y que Felipe González hablaba con lengua de serpiente».
Javier Krahe

Krahe también dijo que tuvo conocimiento de que Felipe González llegó a estar «personalmente enfadado» con él. Incluso afirmó que le dijeron «no te puedo repetir las cosas que dijo de ti de lo malas que eran». Respecto a estas declaraciones, Krahe sostuvo que le hacían «sentirse importante».
Krahe ya se había manifestado públicamente en contra de la entrada de España en la OTAN en su canción «Me internarán», retransmitida en RTVE en 1984: «Quizá sea digna/ de alabanza/ pero yo no pienso firmar/ ninguna bélica alianza,/ ninguna bélica alianza/ tendrá mi huella dactilar». En el momento de incluirla en su álbum de 1987 Haz lo que quieras, Krahe modificó la letra para aludir a la censura a la que fue expuesto.
En 2014, Pablo Iglesias, por entonces secretario general de Podemos, se unió a Javier Krahe durante un concierto de este último para cantar esta canción.